# وجه البوكر
وجه البوكر (بالإنجليزية: Poker Face)‏ أو بوكر فايس أغنية للفنانة ليدي غاغا من ألبوم الشهرة. الأغنية لها طابع راقص يشبه ذاك في أغنيتها السابقة ارقص فقط ولكن مع نغمة موسيقية أكثر ظلمة.
الأغنية نالت إعجاب النقاد وحظيت بنجاح عالمي كبير حيث احتلت المركز الأول في سباقات الأغاني في أكثر من عشرين دولة. كما أن الأغنية واحدة من أنجح الأغاني في القرن الواحد والعشرين، وفازت بجائزة الغرامي لأفضل أغنية راقصة، كما ويعتبر الفيديو كليب الخاص بالأغنية الصادر سنة 2009 هو ثاني أكثر كليبات ليدي غاغا مشاهدة على موقع يوتيوب.

## الموسيقى التصويرية
أخرج الفيديو كليب راي كاي مع مساعدة من أنتوني ماندلر. عرض الفيديو لأول مرة في 22 أكتوبر 2008في بيت كبير. عند خروج غاغا من المسبح بجو غائم تبدأ الموسيقى تكون مرتدية ملابس سوداء مطاطية وقناعاً بصحبة كلبيها المنقطين بعد ذلك تخلع القناع وتبدأ بالغناء بالملابس مزركشة فضية واضعة ملصقين معدنيين على خدييها ثم تكون على المنزل مرتدية الملابس السوداء بدون ربطة الشعر وبعد ذلك تغني مقطع Can't read my poker face مرتدية ملابس تركوازية عارية برفقة شباب وكان ذلك بحلول المساء ثم تذهب إلى الحفلة لتلعب البوكر مع أصدقائها لتجربة حظهم ثم يخلعون ملابسهم ويتبادلون القبل ثم تكمل غنائها..ثم ينتقل الفيديو كليب إلى مقطع آخر حيث تجلس غاغا على حافة المسبح مرتدية نظارات إلكترونية كتبت عليها عبارات من بينها كلمة بوب ‏ ..ثم ترتدي غاغا فستان شفاف قصير للغاية يميل لونه للوردي وتكون مع شاب وتتبادل القبل معه وتكمل غنائها ,, يُختم الفيديو ب كلمات : مام ماماه ماه

## روابط خارجية
- وجه البوكر على موقع الموسوعة البريطانية (الإنجليزية)